# Don (mytologisk gestalt)
Don var i britternas keltiska mytologi släkting och kanske far eller mor till Gwydion och Aranrhod.
I andra mytologier beskrivs Don som ett kvinnligt väsen. På Irland är hon till exempel identisk med Danann. Eftersom floderna Donau och Don har fått sina namn efter denna gud, antar man att samma gestalt har haft en framträdande roll även på kontinenten.